# Kościół św. Jadwigi Śląskiej w Dąbrowie
Kościół św. Jadwigi Śląskiej – rzymskokatolicki kościół filialny w Dąbrowie. Świątynia należy do parafii Najświętszego Serca Pana Jezusa w Świerczowie, w dekanacie Namysłów zachód, archidiecezji wrocławskiej. Dnia 4 lutego 1966 roku, pod numerem 1103/66 kościół został wpisany do rejestru zabytków województwa opolskiego.

## Historia kościoła
Pierwotnie kościół w Dąbrowie został wybudowany w 1600 roku. Była to budowla drewniana. Obecna murowana świątynia została wybudowana w 1892 roku.